# یودنباخ
یودنباخ (به آلمانی: Judenbach) یک شهر در آلمان است که در Sonneberg واقع شده‌است. یودنباخ ۲٬۶۳۵ نفر جمعیت دارد.